# Lễ hội pháo hoa quốc tế Đà Nẵng
Lễ hội pháo hoa quốc tế Đà Nẵng (tiếng Anh: Danang International Fireworks Festival, viết tắt: DIFF) là một cuộc thi bắn pháo hoa do Ủy ban nhân dân thành phố Đà Nẵng tổ chức lần đầu tiên vào năm 2008.

## Bối cảnh
Năm 1994, Chính phủ Việt Nam đã ban bố chỉ thị cấm cấm sản xuất, buôn bán và đốt pháo. Vì vậy, chỉ những thành phố trực thuộc Trung ương mới được phép bắn pháo hoa vào dịp Tết Nguyên đán và lễ hội lớn. Sau khi Đà Nẵng trở thành thành phố trực thuộc Trung ương vào năm 1997, thành phố vẫn chưa có một lễ hội đặc trưng. Năm 2007, Bí thư Thành ủy Đà Nẵng Nguyễn Bá Thanh đã tổ chức một cuộc họp để thảo luận về vấn đề này. Một thời gian sau, ông Joe Ghazzal, một CEO của Global 2000 International đến Đà Nẵng, lãnh đạo thành phố đã đến khách sạn nơi vị CEO này dừng chân để nhờ tư vấn. Sau khi khảo sát địa lý tại khu vực sông Hàn, Joe Ghazzal đã thuyết phục các nhà lãnh đạo Đà Nẵng và được chấp thuận nhưng với điều kiện rằng bên tư vấn phải mời được những đội chơi có tầm quốc tế để tham gia cuộc thi. Đà Nẵng cũng thành lập một đội pháo hoa riêng để đại diện cho Việt Nam, nguồn nhân lực được lấy từ Bộ Chỉ huy quân sự thành phố Đà Nẵng. Cả đội sau đó được cử sang Malaysia để tập huấn, về thực hành ngay trong dịp bắn pháo hoa Tết Nguyên đán 2007. Một năm sau, Cuộc thi bắn pháo hoa quốc tế Đà Nẵng đầu tiên được thành phố "lách luật" tổ chức. Mặc dù đã gây được tiếng vang từ lần tổ chức đầu tiên, nhưng để tổ chức thường niên sự kiện này cần có giấy phép chính thức. Bí thư Thành ủy Nguyễn Bá Thanh đã làm một công văn gửi đến Chính phủ Việt Nam để cho phép Đà Nẵng tổ chức cuộc thi bắn pháo hoa hàng năm. Đến ngày 8 tháng 5 năm 2008, Thủ tướng Chính phủ Nguyễn Tấn Dũng đã ban hành quyết định số 689, đồng ý chọn Đà Nẵng là địa phương duy nhất tổ chức cuộc thi bắn pháo hoa quốc tế thường niên, kèm theo một yêu cầu duy nhất là tất cả kinh phí tổ chức không được sử dụng tiền ngân sách.

## Tổng quan
Cuộc thi bắn pháo hoa quốc tế được Đà Nẵng tổ chức lần đầu tiên vào năm 2008 với chủ đề "Vũ điệu Tiên Sa". Đây là cuộc thi bắn pháo hoa quốc tế đầu tiên được tổ chức tại Việt Nam, và đã được Trung tâm Sách kỷ lục Việt Nam xác nhận kỷ lục vào tháng 4 năm 2008. Toàn bộ kinh phí của cuộc thi được Đà Nẵng vận động từ các nhà tài trợ mà không phải sử dụng nguồn ngân sách nhà nước. Trong lần tổ chức đầu tiên này, có tất cả 4 đội tham gia bao gồm Canada, Hồng Kông, Malaysia và đội chủ nhà Đà Nẵng đại diện cho Việt Nam. Mỗi đội sẽ trình diễn trong 14 phút, 2 phút đầu bắn theo nhạc bắt buộc, 10 phút sau các đội bắn theo nhạc tự chọn, 2 phút cuối bắn không có nhạc phụ họa. Cuộc thi diễn ra trong 2 đêm liên tiếp vào ngày 27 và 28 tháng 3. Mỗi đêm sẽ có một nửa số đội tham gia tranh tài. Trước khi cuộc thi chính thức diễn ra, đã có hơn 9,5 tấn pháo hoa được vận chuyển đến Đà Nẵng, và 12.000 du khách đã đặt phòng tại Đà Nẵng để xem pháo hoa, trong đó có 2 phần 3 là du khách nước ngoài.
Trong giai đoạn này, cuộc thi được tổ chức hằng năm và thường diễn ra trong 2 ngày nhân dịp chào mừng một số ngày lễ lớn, 27 – 28 tháng 3 (kỷ niệm ngày Giải phóng thành phố Đà Nẵng, 29 tháng 3) hoặc 29 – 30 tháng 4 (kỷ niệm ngày Việt Nam tái thống nhất), và được truyền hình trực tiếp trên các kênh VTV1, VTV2, VTV4, VTV Đà Nẵng cũng như một số kênh truyền hình cáp khác. Đến tháng 6 năm 2016, Ủy ban nhân dân thành phố Đà Nẵng chính thức giao lễ hội này cho Tập đoàn Sun Group đăng cai tổ chức. Cũng từ năm 2017, sau 8 năm tổ chức, cuộc thi được đổi tên thành Lễ hội pháo hoa quốc tế. Khác với những năm trước khi cuộc thi chỉ diễn ra nhanh chóng trong 2 ngày với 5 đội tham gia, từ năm 2017, lễ hội sẽ kéo dài suốt 2 tháng với khoảng 8 đội tham gia biểu diễn vào các tối thứ 7. Mỗi kỳ DIFF diễn ra, thành phố Đà Nẵng sẽ cho xây dựng sân khấu và khán đài để phục vụ lễ hội. Việc xây dựng thường diễn ra trong nhiều tháng bắt đầu từ đầu năm để kịp cho lễ hội diễn ra vào mùa hè hằng năm.
Từ năm 2020 đến năm 2022, Lễ hội pháo hoa quốc tế Đà Nẵng bị hủy do ảnh hưởng của Đại dịch COVID-19. Lễ hội được tổ chức trở lại vào năm 2023.

### Bài hát chủ đề
Bài hát chủ đề của Lễ hội là "Những ước mơ rạng ngời", do nhạc sĩ Nguyễn Hữu Vượng và Cao Trung Hiếu sáng tác. Bài hát được sử dụng lần đầu vào mùa lễ hội năm 2018.

## Đội vô địch qua từng năm
- 2025:  Trung Quốc (Jiangxi Yangfeng)
- 2024:  Phần Lan (JoHo Pyro Professional Fireworks)
- 2023:  Pháp (ARTEVENTIA)
- 2019:  Phần Lan (JoHo Pyro Professional Fireworks)
- 2018:  Ý (Martarello S.R.L)
- 2017:  Ý (Martarello S.R.L)
- 2015:  Úc (Howard & Sons Pyrotechnics)
- 2013:  Hoa Kỳ (Melrose Pyrotechnics)
- 2012:  Ý (Parente Fireworks)
- 2011:  Ý (Parente Fireworks)
- 2010:  Pháp (Jacques Couturier Organisation)
- 2009:  Trung Quốc (Liuyang Dancing Firework)[25]
- 2008:  Canada (David Whysall Firework Inc)

## Đội pháo hoa quốc tế Đà Nẵng (Danang Fireworks)
Danang Fireworks là đội pháo hoa được thành lập thông qua Lễ hội pháo hoa quốc tế Đà Nẵng. Chỉ huy trưởng là Huỳnh Ngọc Chính, đội đã giành được các giải thưởng danh giá từ các cuộc thi pháo hoa lớn trên thế giới:
- Giải bạc - Lễ hội pháo hoa Fire up the night 2019 tại Ohio, Hoa Kỳ
- Giải ba - Lễ hội pháo hoa Pyromagic 2015 tại Warszawa, Ba Lan
- Quán quân - Lễ hội pháo hoa Global Fest 2014 tại Calgary, Canada
- Giải nhì - Lễ hội ánh sáng Celebration of Lights 2012 tại Vancouver, Canada

## DIFF qua từng năm
| Năm  | Thời gian               | Chủ đề                              | Đội tham dự                            | Kết quả      | Nguồn                       |
| ---- | ----------------------- | ----------------------------------- | -------------------------------------- | ------------ | --------------------------- |
| 2008 | 27 – 28 tháng 3         | Vũ điệu Tiên Sa                     | David Whyall Fireworks Inc             | Vô địch      | [ 26 ] [ 27 ]               |
| 2008 | 27 – 28 tháng 3         | Vũ điệu Tiên Sa                     | Pyromagic Productions                  | Giải Nhì     | [ 26 ] [ 27 ]               |
| 2008 | 27 – 28 tháng 3         | Vũ điệu Tiên Sa                     | Pyro-Spendour Service Sdn Bhd          | Giải Ba      | [ 26 ] [ 27 ]               |
| 2008 | 27 – 28 tháng 3         | Vũ điệu Tiên Sa                     | Danang Fireworks                       | Khuyến khích | [ 26 ] [ 27 ]               |
| 2009 | 27 – 28 tháng 3         | Âm vang sông Hàn                    | Liuyang Dancing Fireworks Group        | Vô địch      | [ 28 ] [ 29 ] [ 30 ]        |
| 2009 | 27 – 28 tháng 3         | Âm vang sông Hàn                    | Zamorano Caballer, S.A.                | Giải nhì     | [ 28 ] [ 29 ] [ 30 ]        |
| 2009 | 27 – 28 tháng 3         | Âm vang sông Hàn                    | Howard & Sons Pyrotechnics             | Giải Ba      | [ 28 ] [ 29 ] [ 30 ]        |
| 2009 | 27 – 28 tháng 3         | Âm vang sông Hàn                    | Dragon Fireworks                       | Khuyến khích | [ 28 ] [ 29 ] [ 30 ]        |
| 2009 | 27 – 28 tháng 3         | Âm vang sông Hàn                    | Danang Fireworks                       | Khuyến khích | [ 28 ] [ 29 ] [ 30 ]        |
| 2010 | 27 – 28 tháng 3         | Huyền thoại sông Hàn                | Công ty Jacques Couturier Organisation | Vô địch      | [ 31 ] [ 32 ] [ 33 ]        |
| 2010 | 27 – 28 tháng 3         | Huyền thoại sông Hàn                | Pyrotechnia Fireworks Company          | Giải Nhì     | [ 31 ] [ 32 ] [ 33 ]        |
| 2010 | 27 – 28 tháng 3         | Huyền thoại sông Hàn                | Glupo Luso Pirotecniabr                | Giải Ba      | [ 31 ] [ 32 ] [ 33 ]        |
| 2010 | 27 – 28 tháng 3         | Huyền thoại sông Hàn                | Tamaya Kitahara                        | Giải Ba      | [ 31 ] [ 32 ] [ 33 ]        |
| 2010 | 27 – 28 tháng 3         | Huyền thoại sông Hàn                | Danang Fireworks                       | Giải Ba      | [ 31 ] [ 32 ] [ 33 ]        |
| 2011 | 29 – 30 tháng 4         | Lung linh sông Hàn                  | Parente                                | Vô địch      | [ 34 ] [ 35 ] [ 36 ]        |
| 2011 | 29 – 30 tháng 4         | Lung linh sông Hàn                  | Hanwha                                 | Giải Nhì     | [ 34 ] [ 35 ] [ 36 ]        |
| 2011 | 29 – 30 tháng 4         | Lung linh sông Hàn                  | Panda                                  | Giải Nhì     | [ 34 ] [ 35 ] [ 36 ]        |
| 2011 | 29 – 30 tháng 4         | Lung linh sông Hàn                  | Jubilee                                | Giải Ba      | [ 34 ] [ 35 ] [ 36 ]        |
| 2011 | 29 – 30 tháng 4         | Lung linh sông Hàn                  | Danang Fireworks                       | Giải Ba      | [ 34 ] [ 35 ] [ 36 ]        |
| 2012 | 29 – 30 tháng 4         | Sắc màu Đà Nẵng                     | Parente                                | Vô địch      | [ 37 ] [ 38 ] [ 39 ]        |
| 2012 | 29 – 30 tháng 4         | Sắc màu Đà Nẵng                     | Jacques Couturier Organisation         | Giải Nhì     | [ 37 ] [ 38 ] [ 39 ]        |
| 2012 | 29 – 30 tháng 4         | Sắc màu Đà Nẵng                     | Liuyang Dancing Fireworks Group        | Giải Nhì     | [ 37 ] [ 38 ] [ 39 ]        |
| 2012 | 29 – 30 tháng 4         | Sắc màu Đà Nẵng                     | David Whyall Fireworks Inc             | Giải Ba      | [ 37 ] [ 38 ] [ 39 ]        |
| 2012 | 29 – 30 tháng 4         | Sắc màu Đà Nẵng                     | Danang Fireworks                       | Giải Ba      | [ 37 ] [ 38 ] [ 39 ]        |
| 2013 | 29 – 30 tháng 4         | Tình yêu Sông Hàn                   | Melrose Pyrotechnics                   | Vô địch      | [ 40 ] [ 41 ] [ 42 ]        |
| 2013 | 29 – 30 tháng 4         | Tình yêu Sông Hàn                   | Parente                                | Giải Nhì     | [ 40 ] [ 41 ] [ 42 ]        |
| 2013 | 29 – 30 tháng 4         | Tình yêu Sông Hàn                   | Tamaya Kitahara                        | Giải Nhì     | [ 40 ] [ 41 ] [ 42 ]        |
| 2013 | 29 – 30 tháng 4         | Tình yêu Sông Hàn                   | Khan                                   | Giải Ba      | [ 40 ] [ 41 ] [ 42 ]        |
| 2013 | 29 – 30 tháng 4         | Tình yêu Sông Hàn                   | Danang Fireworks                       | Giải Ba      | [ 40 ] [ 41 ] [ 42 ]        |
| 2015 | 28 – 29 tháng 4         | Đà Nẵng – bản giao hưởng sắc màu    | Howard & Son Fireworks                 | Vô địch      | [ 43 ] [ 44 ] [ 45 ]        |
| 2015 | 28 – 29 tháng 4         | Đà Nẵng – bản giao hưởng sắc màu    | SUREX - Firma Rodzinna                 | Giải Nhì     | [ 43 ] [ 44 ] [ 45 ]        |
| 2015 | 28 – 29 tháng 4         | Đà Nẵng – bản giao hưởng sắc màu    | Pyrotechnia Fireworks Company          | Giải Ba      | [ 43 ] [ 44 ] [ 45 ]        |
| 2015 | 28 – 29 tháng 4         | Đà Nẵng – bản giao hưởng sắc màu    | Danang Fireworks                       | Giải Ba      | [ 43 ] [ 44 ] [ 45 ]        |
| 2015 | 28 – 29 tháng 4         | Đà Nẵng – bản giao hưởng sắc màu    | Fireworks for Africa                   | Khuyến khích | [ 43 ] [ 44 ] [ 45 ]        |
| 2017 | 30 tháng 4 – 24 tháng 6 | Toả sáng Ngũ Hành Sơn               | Martarello S.R.L                       | Vàng         | [ 46 ] [ 47 ] [ 48 ]        |
| 2017 | 30 tháng 4 – 24 tháng 6 | Toả sáng Ngũ Hành Sơn               | Howards & Sons Pyrotechnics            | Bạc          | [ 46 ] [ 47 ] [ 48 ]        |
| 2017 | 30 tháng 4 – 24 tháng 6 | Toả sáng Ngũ Hành Sơn               | Pyrotex Fireworx Ltd                   | Đồng         | [ 46 ] [ 47 ] [ 48 ]        |
| 2017 | 30 tháng 4 – 24 tháng 6 | Toả sáng Ngũ Hành Sơn               | Danang Fireworks                       |              | [ 46 ] [ 47 ] [ 48 ]        |
| 2017 | 30 tháng 4 – 24 tháng 6 | Toả sáng Ngũ Hành Sơn               | FIREevent Fireworks                    |              | [ 46 ] [ 47 ] [ 48 ]        |
| 2017 | 30 tháng 4 – 24 tháng 6 | Toả sáng Ngũ Hành Sơn               | Sugyp SA Fireworks                     |              | [ 46 ] [ 47 ] [ 48 ]        |
| 2017 | 30 tháng 4 – 24 tháng 6 | Toả sáng Ngũ Hành Sơn               | Tamaya Kitahara Group                  |              | [ 46 ] [ 47 ] [ 48 ]        |
| 2017 | 30 tháng 4 – 24 tháng 6 | Toả sáng Ngũ Hành Sơn               | Liuyang Dancing Fireworks Group Co.Ltd |              | [ 46 ] [ 47 ] [ 48 ]        |
| 2018 | 30 tháng 4 – 30 tháng 6 | Huyền thoại những cây cầu           | Martarello S.R.L                       | Vô địch      | [ 49 ] [ 50 ]               |
| 2018 | 30 tháng 4 – 30 tháng 6 | Huyền thoại những cây cầu           | Atlas Pyrovision Ent. Group Inc        | Á quân       | [ 49 ] [ 50 ]               |
| 2018 | 30 tháng 4 – 30 tháng 6 | Huyền thoại những cây cầu           | Danang Fireworks                       |              | [ 49 ] [ 50 ]               |
| 2018 | 30 tháng 4 – 30 tháng 6 | Huyền thoại những cây cầu           | SUREX Firma Rodzinna                   |              | [ 49 ] [ 50 ]               |
| 2018 | 30 tháng 4 – 30 tháng 6 | Huyền thoại những cây cầu           | Feerie S.A.S                           |              | [ 49 ] [ 50 ]               |
| 2018 | 30 tháng 4 – 30 tháng 6 | Huyền thoại những cây cầu           | Vulcan Display International LTD       |              | [ 49 ] [ 50 ]               |
| 2018 | 30 tháng 4 – 30 tháng 6 | Huyền thoại những cây cầu           | Goteborgs Fyrverkerifabrik AB          |              | [ 49 ] [ 50 ]               |
| 2018 | 30 tháng 4 – 30 tháng 6 | Huyền thoại những cây cầu           | Grupo Luso Pirotechnia                 |              | [ 49 ] [ 50 ]               |
| 2019 | 1 tháng 6 – 6 tháng 7   | Những dòng sông kể chuyện           | JoHo Pyro Professional fireworks       | Vô địch      | [ 51 ] [ 52 ] [ 53 ]        |
| 2019 | 1 tháng 6 – 6 tháng 7   | Những dòng sông kể chuyện           | Pyrotex Fireworx                       | Á quân       | [ 51 ] [ 52 ] [ 53 ]        |
| 2019 | 1 tháng 6 – 6 tháng 7   | Những dòng sông kể chuyện           | Danang Fireworks                       |              | [ 51 ] [ 52 ] [ 53 ]        |
| 2019 | 1 tháng 6 – 6 tháng 7   | Những dòng sông kể chuyện           | KHAN Centre                            |              | [ 51 ] [ 52 ] [ 53 ]        |
| 2019 | 1 tháng 6 – 6 tháng 7   | Những dòng sông kể chuyện           | New Firework do Brazil                 |              | [ 51 ] [ 52 ] [ 53 ]        |
| 2019 | 1 tháng 6 – 6 tháng 7   | Những dòng sông kể chuyện           | HC Pyrotechnic                         |              | [ 51 ] [ 52 ] [ 53 ]        |
| 2019 | 1 tháng 6 – 6 tháng 7   | Những dòng sông kể chuyện           | Parente Fireworks                      |              | [ 51 ] [ 52 ] [ 53 ]        |
| 2019 | 1 tháng 6 – 6 tháng 7   | Những dòng sông kể chuyện           | Jingtai Firework                       |              | [ 51 ] [ 52 ] [ 53 ]        |
| 2023 | 2 tháng 6 – 8 tháng 7   | Thế giới không khoảng cách          | ARTEVENTIA                             | Vô địch      | [ 54 ] [ 55 ] [ 56 ]        |
| 2023 | 2 tháng 6 – 8 tháng 7   | Thế giới không khoảng cách          | Martarello S.R.L                       | Á quân       | [ 54 ] [ 55 ] [ 56 ]        |
| 2023 | 2 tháng 6 – 8 tháng 7   | Thế giới không khoảng cách          | Danang Fireworks                       |              | [ 54 ] [ 55 ] [ 56 ]        |
| 2023 | 2 tháng 6 – 8 tháng 7   | Thế giới không khoảng cách          | JoHo Pyro Professional fireworks       |              | [ 54 ] [ 55 ] [ 56 ]        |
| 2023 | 2 tháng 6 – 8 tháng 7   | Thế giới không khoảng cách          | Hands Firework                         |              | [ 54 ] [ 55 ] [ 56 ]        |
| 2023 | 2 tháng 6 – 8 tháng 7   | Thế giới không khoảng cách          | Howard & Sons Pyrotechnic              |              | [ 54 ] [ 55 ] [ 56 ]        |
| 2023 | 2 tháng 6 – 8 tháng 7   | Thế giới không khoảng cách          | SUREX Firma Rodzinna                   |              | [ 54 ] [ 55 ] [ 56 ]        |
| 2023 | 2 tháng 6 – 8 tháng 7   | Thế giới không khoảng cách          | Pyrotex Fireworx                       |              | [ 54 ] [ 55 ] [ 56 ]        |
| 2024 | 8 tháng 6 – 13 tháng 7  | Kết nối toàn cầu – Rạng rỡ năm châu | JoHo Pyro Professional fireworks       | Vô địch      | [ 57 ] [ 58 ] [ 59 ] [ 60 ] |
| 2024 | 8 tháng 6 – 13 tháng 7  | Kết nối toàn cầu – Rạng rỡ năm châu | Liuyang Jingsu Firework                | Á quân       | [ 57 ] [ 58 ] [ 59 ] [ 60 ] |
| 2024 | 8 tháng 6 – 13 tháng 7  | Kết nối toàn cầu – Rạng rỡ năm châu | Danang Fireworks                       |              | [ 57 ] [ 58 ] [ 59 ] [ 60 ] |
| 2024 | 8 tháng 6 – 13 tháng 7  | Kết nối toàn cầu – Rạng rỡ năm châu | ARTEVENTIA                             |              | [ 57 ] [ 58 ] [ 59 ] [ 60 ] |
| 2024 | 8 tháng 6 – 13 tháng 7  | Kết nối toàn cầu – Rạng rỡ năm châu | Martarello S.R.L                       |              | [ 57 ] [ 58 ] [ 59 ] [ 60 ] |
| 2024 | 8 tháng 6 – 13 tháng 7  | Kết nối toàn cầu – Rạng rỡ năm châu | Rozzi Famous S.A.S                     |              | [ 57 ] [ 58 ] [ 59 ] [ 60 ] |
| 2024 | 8 tháng 6 – 13 tháng 7  | Kết nối toàn cầu – Rạng rỡ năm châu | Pyrogenie Feurwuek                     |              | [ 57 ] [ 58 ] [ 59 ] [ 60 ] |
| 2024 | 8 tháng 6 – 13 tháng 7  | Kết nối toàn cầu – Rạng rỡ năm châu | SUREX Firma Rodzinna                   |              | [ 57 ] [ 58 ] [ 59 ] [ 60 ] |
| 2025 | 31 tháng 5 – 12 tháng 7 | Đà Nẵng – Kỷ nguyên mới             | JoHo Pyro Professional fireworks AB    |              |                             |
| 2025 | 31 tháng 5 – 12 tháng 7 | Đà Nẵng – Kỷ nguyên mới             | Z121 Firework Factory                  |              |                             |
| 2025 | 31 tháng 5 – 12 tháng 7 | Đà Nẵng – Kỷ nguyên mới             | Danang Fireworks                       |              |                             |
| 2025 | 31 tháng 5 – 12 tháng 7 | Đà Nẵng – Kỷ nguyên mới             | Orion Fireworks                        |              |                             |
| 2025 | 31 tháng 5 – 12 tháng 7 | Đà Nẵng – Kỷ nguyên mới             | Martarello S.R.L                       |              |                             |
| 2025 | 31 tháng 5 – 12 tháng 7 | Đà Nẵng – Kỷ nguyên mới             | Macedos Pyrotechnia                    |              |                             |
| 2025 | 31 tháng 5 – 12 tháng 7 | Đà Nẵng – Kỷ nguyên mới             | Faseecom Firework                      |              |                             |
| 2025 | 31 tháng 5 – 12 tháng 7 | Đà Nẵng – Kỷ nguyên mới             | SUREX Firma Rodzinna                   |              |                             |
| 2025 | 31 tháng 5 – 12 tháng 7 | Đà Nẵng – Kỷ nguyên mới             | Pyrotex Firework                       |              |                             |
| 2025 | 31 tháng 5 – 12 tháng 7 | Đà Nẵng – Kỷ nguyên mới             | Jiangxi Yangfang                       |              |                             |
|      |                         |                                     |                                        |              |                             |